# Decision Day
Albums de Sodom
Sacred Warpath
(2014)
Decision Day est le quinzième album du groupe de thrash metal allemand Sodom, paru le 26 août 2016. L'album a été coproduit par le groupe et Cornelius Rambadt, batteur dans Onkel Tom Angelripper. Il s'agit du deuxième album avec le batteur Makka et du huitième avec le guitariste Bernemann.

## Liste des morceaux
| No  | Titre                                                                  | Durée |
| --- | ---------------------------------------------------------------------- | ----- |
| 1.  | In Retribution                                                         | 06:14 |
| 2.  | Rolling Thunder                                                        | 04:22 |
| 3.  | Decision Day                                                           | 04:03 |
| 4.  | Caligula                                                               | 04:01 |
| 5.  | Who Is God?                                                            | 04:35 |
| 6.  | Strange Lost World                                                     | 04:59 |
| 7.  | Vaginal Born Evil                                                      | 05:15 |
| 8.  | Belligerence                                                           | 04:00 |
| 9.  | Blood Lions                                                            | 03:17 |
| 10. | Sacred Warpath                                                         | 05:34 |
| 11. | Refused to Die                                                         | 04:27 |
| 12. | Predatory Instinct (morceau bonus pour les éditions vinyles et Itunes) | 04:44 |

## Composition du groupe
- Thomas "Tom Angelripper" Such - Chant/Basse
- Bernd "Bernemann" Kost - Guitare
- Markus "Makka" Freiwald - Batterie